# 圣安德烈-昂泰尔普莱讷
圣安德烈-昂泰尔普莱讷（法語：Saint-André-en-Terre-Plaine，法語發音：[sɛ̃.t‿ɑ̃dʁe ɑ̃ tɛʁ plɛn]）是法国勃艮第-弗朗什-孔泰大区约讷省的一个市镇，位于该省东南部，属于阿瓦隆区。

## 地理
圣安德烈-昂泰尔普莱讷（47°28'49"N, 4°3'34"E）面积14.26 平方千米，位于法国勃艮第-弗朗什-孔泰大區约讷省，该省份为法国中北部内陆省份，西接卢瓦雷省，西北接塞纳-马恩省，南至涅夫勒省，东临科多尔省，东北与奥布省接壤。
与圣安德烈-昂泰尔普莱讷接壤的市镇（或旧市镇、城区）包括：屈西莱福日、圣马尼昂斯、索维尼勒伯雷阿勒、萨维尼-昂泰尔普莱讷、吉永泰尔普莱讷。

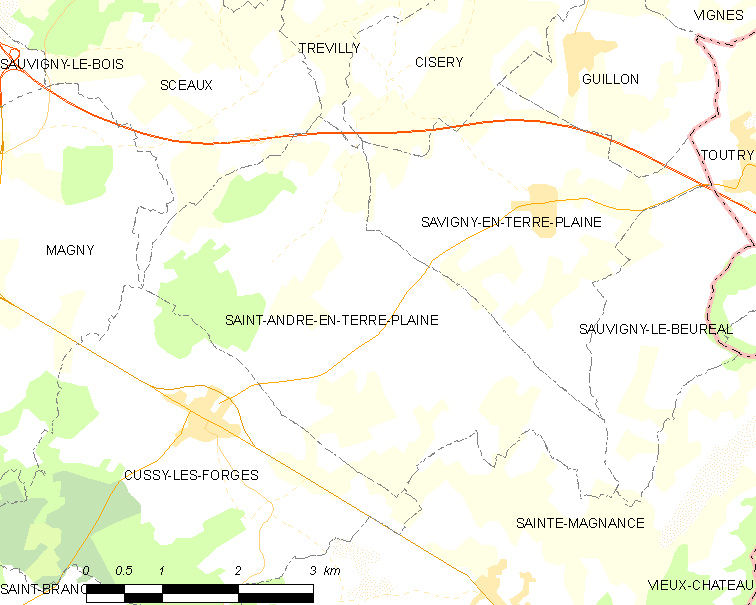
圣安德烈-昂泰尔普莱讷的OSM定位图

圣安德烈-昂泰尔普莱讷的时区为UTC+01:00、UTC+02:00（夏令时）。

## 行政
圣安德烈-昂泰尔普莱讷的邮政编码为89420，INSEE市镇编码为89333。

## 政治
圣安德烈-昂泰尔普莱讷所属的省级选区为沙布利县。

## 人口

1962-2008年间圣安德烈-昂泰尔普莱讷人口变化图示

圣安德烈-昂泰尔普莱讷于2022年1月1日时的人口数量为159人。